# 아스트로 (음악 그룹)
아스트로(영어: ASTRO)는 2016년 2월 23일에 데뷔한 판타지오 소속의 대한민국 4인조 보이 그룹이다. 팀명 '아스트로'는 스페인어로 별을 의미하며, 사랑하는 모든 이들과 함께 꿈꾸고, 빛나는 별이 되고 싶다는 멤버들의 순수한 바람과 꿈과 희망을 실현시킬 수 있는 무한한 가능성을 표현한 이름이다.

## 활동

### 데뷔 전
아스트로의 멤버들은 현재 소속사인 판타지오의 신인 재능 개발 프로그램인 '판타지오 아이틴' 소속으로 훈련하면서 '아이틴 보이즈'로 알려졌었다. 그러다 2015년 8월 '아스트로'라는 그룹명과 멤버들이 발표되었으며 같은 달 데뷔 프로모션을 시작하기 위해 12부작으로 구성된 투 비 컨티뉴드라는 웹드라마에 출연하기도 했다.
2016년 1월, MBC M과 V LIVE에서 방영된 아스트로의 리얼리티 프로그램 "아스트로 OK! 준비완료"에 출연했다.

### 2016년

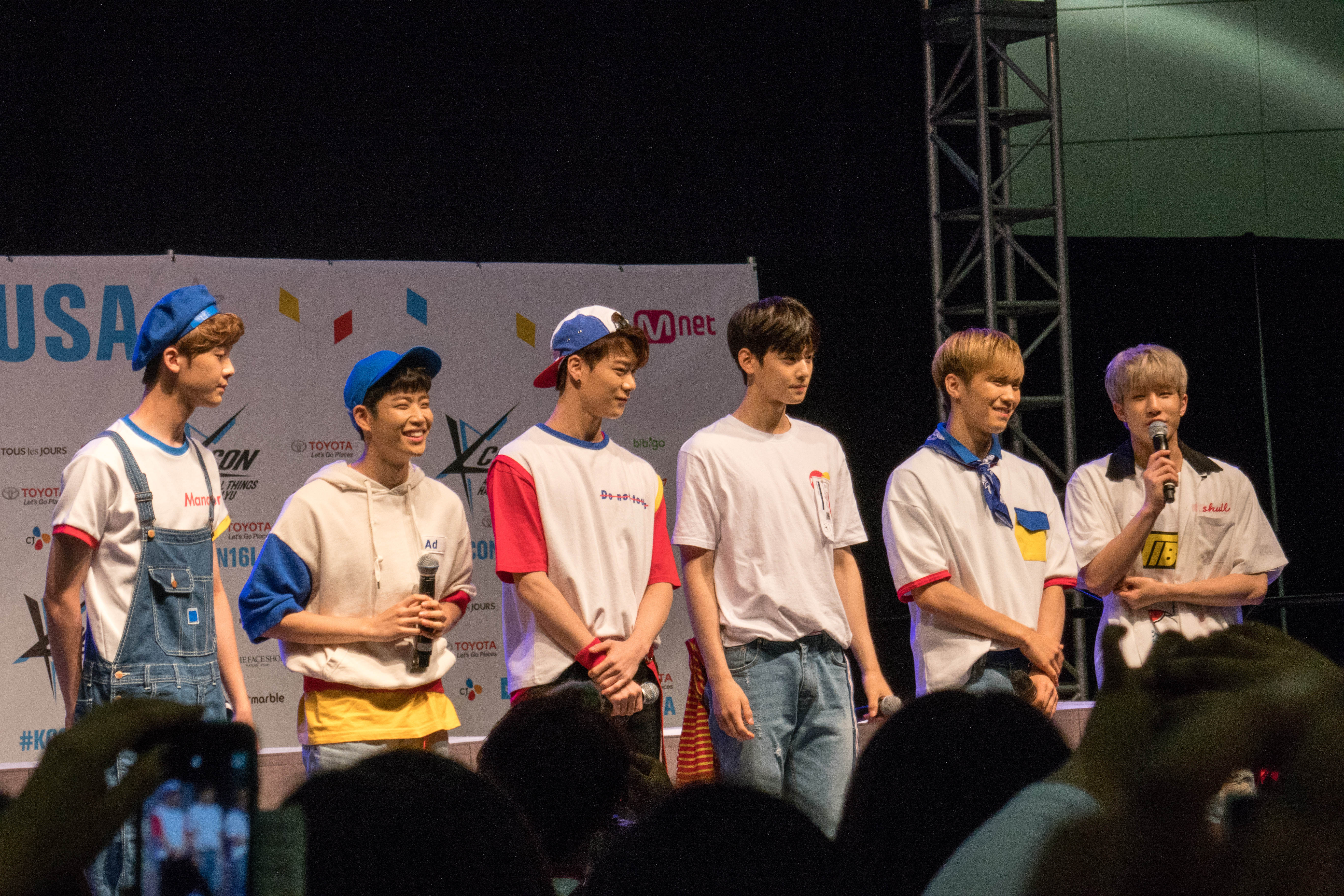
KCON 2016에 참석한 아스트로

7월 31일, 아스트로는 로스앤젤레스 스테이플스 센터에서 KCON 2016을 위해 공연을 했으며 8월 27일부터 28일까지 서울 한전아트센터에서 데뷔 5개월만에 '아스트로 2016 미니라이브 - 땡스아로하'라는 첫 단독 콘서트를 개최했다. 또한 10월과 11월에 걸쳐 일본, 인도네시아, 태국에서 쇼케이스를 열었다.
11월 10일, 아스트로의 세 번째 EP 앨범 Autumn Story가 발매됐다. 이번 뮤직비디오에는 위키미키의 세이가 출연했다.

### 2017년

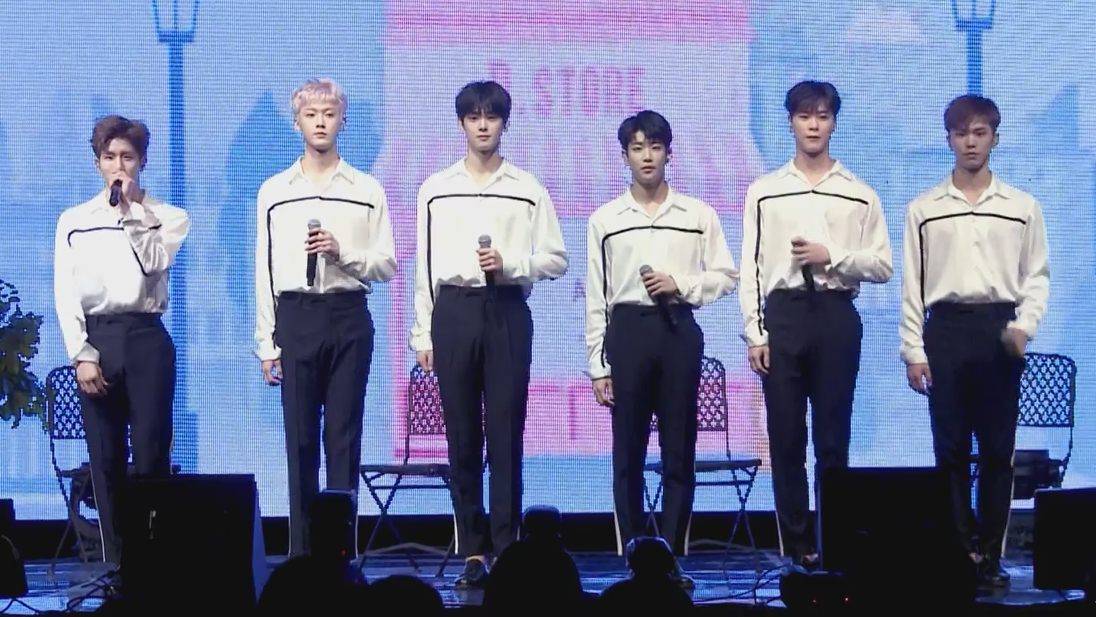
Dream Part.01 쇼케이스에서의 아스트로

2017년 2월 22일, 아스트로는 타이틀곡 "붙잡았어야 해"를 포함한 세 번째 EP 앨범 Winter Dream을 발매했다. 이 앨범은 아스트로 시즌 앨범 콘셉트의 마지막 작품이었음에도 불구하고, 음악 방송에서는 홍보되지 않았다.
5월 29일, 아스트로는 네 번째 EP 앨범 Dream Part.01을 발표했으며 이 음반은 가온 앨범 차트 주간 차트에서 1위, 월간 차트에서 3위를 달성했다. 7월 15일부터 8월 29일까지 서울, 오사카, 도쿄에서 첫 번째 투어인 "The 1st ASTROAD"를 개최했다.
11월 1일, 아스트로는 "니가 불어와 (Crazy Sexy Cool)"을 타이틀곡으로 하는 다섯 번째 EP 앨범 Dream Part.02를 발표하며 컴백했다.
2018년 1월 10일, 아스트로는 앨범 Dream Part.02 'Wish' 버전의 한정판을 발매했는데, 이 음반은 예약 주문에서만 10,000장이 모두 매진되었다. 스페셜 앨범에는 멤버 차은우의 자작 시와 숨겨진 'thanks to' 그리고 멤버들이 직접 찍은 폴라로이드 사진이 담겨 있다.

### 2018년
2018년 2월과 3월 내내 아스트로는 미국, 캐나다, 대한민국, 일본, 태국 등 각국의 도시를 방문하는 팬미팅 월드투어에 나섰다.
7월 24일, 아스트로는 타이틀곡 "너잖아 (Always you)" 외 4곡을 포함한 Rise Up을 발매했다. 이 앨범은 소속사인 판타지오의 내부 이슈 문제 때문에 음악 프로그램에서 홍보되지 않았다. 본국에서 홍보를 할 수 없었음에도 불구하고, 아스트로는 8월 한 달간 "ASTROAD II in Japan" 투어에서 나고야, 오사카, 도쿄 등의 도시를 순회하며 공연을 했다.

### 2019년
2019년 1월 16일, 아스트로는 8개월간의 공백 기간을 마치고 All Light이라는 정규 앨범을 발매했다. 첫 번째 정규 앨범을 홍보하기 위해 아시아와 북미 전역을 포함한 도시들을 투어하는 월드투어 "The 2nd ASTROAD Tour"를 발표했다. 1월 21일, 판타지오는 아시아에서의 추가 투어 일정을 마무리하기 위해 두 번째 타이베이 투어에 이어 4개의 미국 쇼를 발표했다.
1월 29일, 아스트로는 SBS MTV 음악 프로그램 더 쇼에서 "All Night"을 공개하여 프로모션 기간 동안 첫 가요 프로그램 1위상을 수상하였다.
4월 3일, 아스트로는 일본 데뷔 EP 음반인 Venus를 발매하였고, 일본 싱글 〈Baby〉, 〈Always You〉, 〈Always Night〉와 함께 일본 오리지널 트랙 3개를 수록하였다. 이 앨범은 일본 최대 음악 사이트 오리콘의 일일 앨범 차트 2위에 오르며 성공적인 데뷔가 되었다.
11월 12일, 판타지오 뮤직은 문빈이 건강 문제를 극복하고 치료에 전념하기 위해 공백기를 가질 것이라고 발표했다. 11월 20일, 아스트로는 6번째 EP 앨범 Blue Flame을 발매했다. 문빈은 정신 건강 회복에 주력해 일시적으로 담당이 다른 멤버들에게 재분배되면서 휴식을 취할 수 있게 되었다. 그럼에도 불구하고, 문빈은 앨범에 참여했고 Blue Flame 뮤직비디오에 출연했다.

### 2020년
2020년 3월 13일, 아스트로는 데뷔 4주년 기념 스페셜 싱글 앨범 ONE&ONLY를 발매했다.
5월 4일, 아스트로는 7번째 EP 앨범 GATEWAY를 발표하여 노래 "Knock"을 홍보했다. 5월 13일, 아스트로는 "Knock"이라는 곡으로 MBC M 음악 프로그램 쇼 챔피언에서 상을 받았고, 두 번째 수상을 기념했다. 6월 28일, 아스트로는 새로운 방식으로 팬들과 소통하기 위해 온라인 온 택트 콘서트 '2020 아스트로 라이브 온 WWW'를 열었다. 6월 28일, 아스트로는 디지털 싱글 "아니 그래"를 발매했고, '2020 아스트로 라이브 온 WWW'에서 처음으로 "아니 그래"를 공연했다.
8월 14일, 판타지오는 문빈과 윤산하가 아스트로의 첫 번째 서브 유닛인 문빈&산하를 결성할 것을 확정했다. 9월 14일, 아스트로의 문빈과 윤산하는 첫 번째 EP 앨범 "Bad Idea"를 발표했으며 9월 22일 SBS MTV 음악 프로그램 더 쇼에서 문빈&산하로서 첫 상을 받았고 아스트로로서 세 번째 상을 받았다.
12월 31일, 아스트로는 팬들, 아로하에게 선물로 디지털 싱글 "We Still (Be With U)"를 발매했다. GATEWAY에 수록되어 있던 "We Still"이라는 곡을 수정한 곡이며 아스트로 멤버들이 팬들에게 전하고 싶었던 내용이 노래 속에 담겨있다.

### 2021년
2021년 3월 28일에는 '2021 ASTRO AROHA Festival [Be Mine]' 온라인 팬미팅을 개최했으며
4월 5일, 두 번째 정규 앨범 All Yours를 발표했다. 이전 앨범인 GATEWAY 후 약 10개월 만의 컴백이다. 4월 13일 아스트로는 SBS MTV에서 방송하는 더 쇼에서 더 쇼 초이스를 수상하였으며, 4월 14일에는 MBC M에서 방송하는 쇼 챔피언에서 챔피언송을, 4월 15일에는 M.net의 엠카운트다운에서 1위를 수상하며 총 3번 우승을 거두어 그동안 가요 프로그램에서 총 5번 1위를 수상하였다. 또한 일본 음악 차트 사이트 오리콘에서 1위를, 가온 앨범 차트 주간 차트에서 또한 1위를 거두었으며 앨범이 250,000장 이상 누적 판매되어 가온 차트의 플래티넘 배지 인증을 받았다. All Yours의 수록곡 중 진진이 작사·작곡한 곡 'All good'은 도쿄 메트로폴리탄 텔레비전의 드라마 '인생 여러 가지 (人生いろいろ)'에 삽입되었다.
8월 2일, 아스트로는 8번째 EP 앨범 SWITCH ON으로의 컴백을 발표했다. SWITCH ON 활동 중에는 8월 10일 SBS MTV에서 방송하는 더 쇼에서 더 쇼 초이스를, 8월 11일에는 MBC M에서 방송하는 쇼 챔피언에서 챔피언송을 수상하였으며, 8월 13일에는 KBS 2TV에서 방송하는 뮤직뱅크에서 K-Chart 1위를, 8월 14일에는 MBC에서 방송하는 쇼! 음악중심에서 1위를 거두며 데뷔 1999일만에 첫 지상파 1위의 성과를 거두었다. 또한 All Yours와 같이 앨범이 250,000장 이상 누적 판매되어 가온 차트의 플래티넘 배지 인증을 받았다.
10월 2일, 아스트로는 더 팩트에서 주최하는 더 팩트 뮤직 어워즈에서 올해의 아티스트를 수상하였으며, 제6회 텐아시아 K팝 글로벌 톱텐어워즈에서는 멕시코 지역에서 1위를 차지했다.
10월 7일, 아스트로는 'TIME CAPSULE'이라는 포토북을 발매했다.

### 2022년
2021년 12월 27일, 판타지오는 진진과 라키가 아스트로의 두 번째 서브 유닛인 진진&라키를 결성할 것을 확정했다. 이로써 2022년 1월 17일, 진진&라키는 첫 번째 EP 앨범 "Restore"을 발매했다.
2월 3일, 판타지오는 MJ가 최근 활동 중 건강에 이상을 느꼈고 충분한 휴식이 필요하다는 의료진의 소견에 따라 휴식기에 돌입한다고 밝혔다.
2월 6일, 판타지오는 진진이 최근 활동 중 컨디션 난조로 인하여 병원을 방문하여 정밀 검사를 진행하였고 충분한 휴식과 치료가 필요하다는 의료진의 소견에 따라 일부 스케줄을 연기하고 휴식을 취할 예정이라고 밝혔다.
2월 11일, 판타지오는 아스트로의 유닛 문빈&산하가 3월 두 번째 미니앨범 컴백을 앞두고 선공개 곡으로 "Ghost Town"을 공개하였다.
3월 15일, 두 번째 미니앨범 "REFUGE "을 발매한다고 밝혔다.
5월 9일, 아스트로 멤버들 중에서 MJ가 첫번째로 군입대 한다고 밝혔다.
5월 16일, 아스트로는 세 번째 정규앨범 "Drive to the Starry Road"으로 컴백한다고 밝혔다.

### 2023년
2023년 2월 28일 멤버 라키가 전속계약 만료로 인해 팀을 탈퇴하여 5인체제로 팀 구성이 변경되었다. 
4월 19일 멤버 문빈의 사망으로, 4인조로 개편되었다.
11월 8일 멤버 MJ는 팀에서 첫 번째로 전역하였다.

### 2024년
2024년 2월 23일 디지털 싱글 "Circles"를 발매하며 데뷔 8주년 기념 앨범이자 첫 4인 체제 음반이였다.

### 2025년
2025년 2월 23일 디지털 싱글 "Twilight"를 발매하며 데뷔 9주년 기념 앨범을 발매하였다.
7월 28일 멤버 차은우가 팀에서 두 번째로 현역으로 병역을 이행한다.
8월 13일 멤버 MJ, 진진의 유닛 그룹 주니지니로 활동한다.

## 구성원
| 이름   | 소개 |
| ------ | --- |
| 진진   | - 본명 : 박진우 (朴真佑) - 생년월일 : 1996년 3월 15일(29세) - 출생지 : 대한민국 서울특별시 - 학력 : 글로벌사이버대학교 방송연예학과 - 포지션 : 리더, 메인래퍼 - 유닛활동 : 진진&라키, 주니지니 - 활동기간 : 2016년 2월 23일 ~ 현재 |
| MJ     | - 본명 : 김명준 (金明俊) - 생년월일 : 1994년 3월 5일(31세) - 출생지 : 대한민국 경기도 수원시 - 학력 : 글로벌사이버대학교 방송연예학과 - 포지션 : 메인보컬 - 유닛활동 : 주니지니 - 활동기간 : 2016년 2월 23일 ~ 현재                |
| 차은우 | - 본명 : 이동민 (李東敏) - 생년월일 : 1997년 3월 30일(28세) - 출생지 : 대한민국 경기도 군포시 산본동 - 학력 : 성균관대학교 연기예술학과 - 포지션 : 서브보컬 - 활동기간 : 2016년 2월 23일 ~ 현재                                    |
| 윤산하 | - 생년월일 : 2000년 3월 21일(25세) - 출생지 : 대한민국 서울특별시 도봉구 창동 - 학력 : 한림연예예술고등학교 실용음악과 - 포지션 : 리드보컬 - 유닛활동 : 문빈&산하 - 활동기간 : 2016년 2월 23일 ~ 현재                              |

### 이전 구성원
| 이름 | 소개 |
| ---- | --- |
| 라키 | - 본명 : 박민혁 (朴慜赫) - 생년월일 : 1999년 2월 25일(26세) - 출생지 : 대한민국 경상남도 진주시 신안동 - 학력 : 한림연예예술고등학교 실용음악과 - 포지션 : 리드래퍼, 리드댄서 - 유닛활동 : 진진&라키 - 활동기간 : 2016년 2월 23일 ~ 2023년 2월 28일, 2025년 6월 ~ 2025년 7월                              |
| 문빈 | - 생년월일 : 1998년 1월 26일 - 출생지 : 대한민국 충청북도 청주시 서원구 분평동 - 사망일 : 2023년 4월 19일(25세) - 사망지 : 대한민국 서울특별시 강남구 청담동 - 학력 : 한림연예예술고등학교 실용음악과 - 포지션 : 서브보컬, 메인댄서 - 유닛활동 : 문빈&산하 - 활동기간 : 2016년 2월 23일 ~ 2023년 4월 19일 |

## 음반 외 활동 목록

### 드라마
| 연도 | 방송사                      | 제목             | 방영 날짜                           | 비고                |
| ---- | --------------------------- | ---------------- | ----------------------------------- | ------------------- |
| 2017 | oksusu                      | 《복수노트》     | 2017년 10월 27일 ~ 2018년 1월 5일   | 웹 드라마, 특별출연 |
| 2019 | 아리랑 TV, 유튜브, 네이버TV | 《소울플레이트》 | 2019년 10월 25일 ~ 2019년 11월 29일 | 웹 드라마           |

### 예능
| 연도             | 방송사                      | 제목                                | 방영 날짜                          | 비고                 |
| ---------------- | --------------------------- | ----------------------------------- | ---------------------------------- | -------------------- |
| 2016             | MBC M                       | 아스트로 프로젝트 : 아.시.아        | 2016년 11월 11일 ~ 2016년 12월 8일 | [ 59 ]               |
| 2016             | MBC EVERY1, MBC M           | 주간 아이돌                         | 2016년 11월 30일                   |                      |
| 2016             | KBS2                        | 불후의 명곡 전설을 노래하다         | 2016년 12월 17일                   | <작곡가 전영록> 편   |
| 2017             |                             |                                     |                                    |                      |
| 네이버TV         | 아스트로25                  | 2017년 1월 23일 ~ 2017년 1월 29일   | 웹 예능                            |                      |
| 네이버TV, 유튜브 | 아스트로25 시즌2            | 2017년 11월 10일 ~ 2017년 11월 27일 | 웹 예능                            |                      |
| KBS2             | 불후의 명곡 전설을 노래하다 | 2017년 7월 8일                      | <더 블루> 편                       |                      |
| KBS2             | 불후의 명곡 전설을 노래하다 | 2017년 12월 9일                     | <신중현> 편                        |                      |
| 2019             | KBS2                        | 불후의 명곡 전설을 노래하다         | 2019년 2월 9일                     | <이장희와 친구들> 편 |
| 2020             | Seezn                       | 아스트로의 천일야화                 | 2020년 11월 16일 ~                 | 웹 예능              |
| 2021             | KBS TV                      | 열린음악회                          | 2021년 4월 25일                    |                      |
| 2021             | tvN                         | 코미디빅리그 사이코러스             | 2021년 8월 8일                     | [ 62 ]               |
| 2021             | 네이버 NOW                  | BEFORE MIDNIGHT                     | 2021년 7월 31일 ~ 2021년 8월 14일  | [ 63 ]               |
| 2022             | JTBC                        | 아는형님                            | 2022년 1월 29일                    | <설특집> 편          |

### 라디오
| 연도 | 방송사     | 제목              | 방영 날짜       | 비고 |
| ---- | ---------- | ----------------- | --------------- | ---- |
| 2021 | SBS 파워FM | 최화정의 파워타임 | 2021년 4월 7일  |      |
| 2021 | MBC FM4U   | 정오의 희망곡     | 2021년 4월 13일 |      |

### 광고
| 연도      | 기업명                  | 브랜드                       | 품목       | 공동모델       |
| --------- | ----------------------- | ---------------------------- | ---------- | -------------- |
| 2016~2017 | (주)씨엔티드림          | 러블럽                       | 화장품     |                |
| 2016~2017 | (주)코리아델로스KD      | 치킨매니아(TVCF)             | 치킨       |                |
| 2016~2019 | (주)PL스쿨웨어          | 파크랜드 학생복 'PL스쿨웨어' | 교복       |                |
| 2017~2020 | 신세계그룹 신세계디에프 | 신세계면세점                 | 면세점     |                |
| 2017~2020 | 중원주식회사            | 시크릿데이                   | 생리대     |                |
| 2018      | (주)신안코스메틱        | 션리                         | 화장품     |                |
| 2018~2020 | (주)설빙                | 설빙(TVCF)                   | 디저트카페 |                |
| 2019~2020 | (주)리즈케이            | 리즈케이(브랜드뮤즈)         | 화장품     | 이보영, 고아라 |
| 2020      | 스마트에프앤디          | 스마트 학생복                | 교복       | 위키미키       |

### 홍보대사
| 연도      | 내용                                                       | 비고   |
| --------- | ---------------------------------------------------------- | ------ |
| 2016      | 한국청소년연맹 홍보대사                                    | [ 66 ] |
| 2019      | 초록우산 어린이재단 제4회 전국감사편지쓰기 공모전 홍보대사 | [ 67 ] |
| 2019~2020 | 농림축산식품부 케이푸드(K-FOOD) 수출 홍보모델              | [ 68 ] |

## 수상 및 후보 목록

### 시상식
| 연도 | 시상식                                | 부문                             | 결과 |
| ---- | ------------------------------------- | -------------------------------- | ---- |
| 2016 | 제24회 대한민국 문화연예대상          | Kpop 가수상                      | 수상 |
| 2016 | 제8회 멜론 뮤직 어워드                | 신인상                           | 후보 |
| 2016 | 제16회 엠넷 아시안 뮤직 어워드        | 남자 신인상                      | 후보 |
| 2016 | 제16회 엠넷 아시안 뮤직 어워드        | 호텔스컴바인 올해의 가수상       | 후보 |
| 2017 | 제26회 서울가요대상                   | 한류특별상                       | 수상 |
| 2017 | 제26회 서울가요대상                   | 신인상                           | 후보 |
| 2017 | 제26회 서울가요대상                   | 본상                             | 후보 |
| 2017 | 제26회 서울가요대상                   | 인기상                           | 후보 |
| 2017 | 제2회 아시아 아티스트 어워드          | 뉴웨이브상                       | 수상 |
| 2017 | 제6회 가온차트 뮤직 어워즈            | 올해의 신인상                    | 후보 |
| 2017 | 제25회 대한민국 문화연예대상          | Kpop 가수상                      | 수상 |
| 2018 | 제32회 골든 디스크                    | 음원 본상                        | 후보 |
| 2018 | 제32회 골든 디스크                    | 글로벌 인기상                    | 후보 |
| 2019 | 제3회 소리바다 베스트 케이뮤직 어워즈 | 글로벌 핫트렌드상                | 수상 |
| 2019 | 텐아시아 K팝 글로벌 톱텐어워즈        | 베스트 아티스트 - 필리핀         | 후보 |
| 2020 | 제34회 골든 디스크                    | 베스트 퍼포먼스상                | 수상 |
| 2020 | MTV 유럽 뮤직 어워드                  | Best Korean Act                  | 후보 |
| 2020 | 제30회 서울가요대상                   | QQ뮤직 최고인기 K-POP 아티스트상 | 후보 |
| 2020 | 제4회 소리바다 베스트 케이뮤직 어워즈 | 신한류 글로벌 아티스트상         | 수상 |
| 2020 | 제4회 소리바다 베스트 케이뮤직 어워즈 | 본상                             | 수상 |
| 2020 | 제28회 대한민국 문화연예대상          | Kpop 가수상                      | 수상 |
| 2020 | 텐아시아 K팝 글로벌 톱텐어워즈        | 베스트 아티스트 - 멕시코         | 수상 |
| 2021 | 더 팩트 뮤직 어워즈                   | 올해의 아티스트상                | 수상 |
| 2021 | 텐아시아 K팝 글로벌 톱텐어워즈        | 베스트 아티스트 - 멕시코         | 수상 |
| 2021 | 아시아 아티스트 어워즈                | 베스트 뮤지션상                  | 수상 |

### 가요 프로그램 1등
| 연도            | 수상 내역 (총 13회) |
| --------------- | --- |
| 2019년 (총 1회) | - All Night (전화해) (총 1회) - 1월 29일 SBS MTV 《더 쇼》 더 쇼 초이스 |
| 2020년 (총 1회) | - Knock(널 찾아가) (총 1회) - 5월 13일 MBC M 《쇼 챔피언》 챔피언송 |
| 2021년 (총 7회) | - ONE (총 3회) - 4월 13일 SBS MTV 《더 쇼》 더 쇼 초이스 - 4월 14일 MBC M 《쇼 챔피언》 챔피언송 - 4월 15일 M.net 《엠카운트다운》 1위 - After Midnight (총 4회) - 8월 10일 SBS MTV 《더 쇼》 더 쇼 초이스 - 8월 11일 MBC M 《쇼 챔피언》 챔피언송 - 8월 13일 KBS2 《뮤직뱅크》 K-Chart 1위 - 8월 14일 MBC 《쇼! 음악중심》 1위 |
| 2022년 (총 4회) | - Candy Sugar Pop (총 4회) - 5월 24일 SBS MTV 《더 쇼》 더 쇼 초이스 - 5월 25일 MBC M 《쇼 챔피언》 챔피언송 - 5월 26일 M.net 《엠카운트다운》 1위 - 5월 27일 KBS2 《뮤직뱅크》 K-Chart 1위 |

## 같이 보기
- 판타지오
- 보이 그룹